# Johan Albert Johnsson
Johan Albert Johnsson, född 22 december 1874 i Kjula, Södermanlands län, död 9 juli 1950 i Sundbybergs församling, var en svensk orgelbyggare i Duvbo, Stockholm.

## Biografi
Johnsson föddes 22 december 1874 i Kjula. Han var son till snickaren Erik Johan Jonsson och Charlotta Gabrielsdotter. 1893 blev Johnsson lärling hos snickaren Frans Erik Persson i Eskilstuna. 1894 bodde Johnsson i Torshälla och arbetade som snickararbetare.
Flyttade 1901 till Gustav Vasa i Göteborg. 1906 flyttade han till Duvbo i Spånga. Johnsson avled 9 juli 1950 i Sundbybergs församling.

## Lista över orglar
| År   | Ursprunglig kyrka           | Stift      | Bild | Manualer | Pedal        | Stämmor | Bevarad orgel/fasad | Övrigt |
| ---- | --------------------------- | ---------- | ---- | -------- | ------------ | ------- | ------------------- | --- |
| 1926 | Knutby kyrka                | Uppsala    |      | 2        | Självständig | 17      | Ja/Ja               | Orgeln byggdes tillsammans med Erik Henrik Eriksson, Sundbybergs köping. Orgeln omdisponerades 1955 av Bo Wedrup, Uppsala.                                                                                                |
| 1928 | Gamla Uppsala kyrka         | Uppsala    |      | 2        | Självständig | 16      | Nej/Ja              | En ny orgel byggdes 1969 av Olof Hammarberg, Göteborg. |
| 1928 | Torsåkers kyrka             | Uppsala    |      | 2        | Självständig | 22      | Ja/Ja               | Orgeln byggdes tillsammans med Erik Henrik Eriksson, Sundbybergs stad. 1958 ombyggdes och tillbyggdes orgeln av Olof Rydén, Stockholm.                                                                                    |
| 1929 | Övergrans kyrka             | Uppsala    |      |          |              | 13      | Nej/Ja              | Orgeln byggdes tillsammans med Erik Henrik Eriksson. En ny orgel byggdes 1982 av Robert Gustavsson Orgelbyggeri AB, Härnösand.                                                                                            |
| 1931 | Kalmar kyrka                | Uppsala    |      | 1        | Självständig | 7       | Nej/Ja              | En ny orgel byggdes 1988 av Walter Thür Orgelbyggen AB, Torshälla. |
| 1932 | Fröslunda kyrka             | Uppsala    |      | 2        | Självständig | 12      | Ja/Ja               | 1961 omdisponerades orgeln av Bröderna Moberg, Sandviken. |
| 1933 | Toresunds kyrka             | Strängnäs  |      | 2        | Självständig | 13      | Ja/Ja               | 1956 omdisponerades orgeln av E A Setterquist & Son, Örebro. |
| 1934 | Fresta kyrka                | Stockholms |      | 2        | Självständig | 8       | Nej/Ja              | En ny orgel byggdes 1982 av Bruno Christensen & Sönner, Tinglev, Danmark. |
| 1935 | Apostoliska Katolska kyrkan | Stockholms |      | 2        | Självständig | 13      | Nej/Nej             | Orgeln sattes upp i Breviks kyrka 1943 av Johansson. 1955 byggdes orgeln om av Einar Berg, Bromma och hade efter ombyggnationen, 18 stämmor, två manualer och pedal. En ny orgel byggdes 1967 av Åkerman & Lund, Knivsta. |
| 1936 | Dalarö kyrka                | Stockholms |      | 2        | Självständig | 14      | Nej/Nej             | Orgeln byggdes tillsammans med Anders Holmberg. Orgeln byggdes 1960 av A. Magnussons Orgelbyggeri AB, Göteborg till 15 stämmor, två manualer och pedal. Ny orgel byggdes 1984 av Åkerman & Lund Orgelbyggeri AB, Knivsta. |
| 1939 | Sollentuna kyrka            | Stockholms |      | 2        | Självständig | 16      | Nej/Ja              | En ny orgel byggdes 1970 av Frederiksborgs Orgelbyggeri, Hilleröd, Danmark. |
| 1944 | Västra Ryds kyrka           | Uppsala    |      | 2        | Självständig |         | Ja/Ja               | 1944 utökades orgeln med manual II och självständig pedal av Johnsson. Orgeln var byggd 1832 av Pehr Zacharias Strand, Stockholm. 1985 omdisponerades orgeln av Gunnar Carlsson, Borlänge.                                |
| 1946 | Yttergrans kyrka            | Uppsala    |      |          |              | 8 1⁄2   | Ja (delvis)/Ja      | Orgeln byggdes tillsammans med 1776 års orgel (5 1⁄2 stämmor) av Jonas Ekengren och 1925 års orgel (3 stämmor) av Erik Henrik Eriksson. 1968 återställdes orgeln av Mads Kjersgaard, Uppsala till 1776 års skick.         |

### Renoverade orglar
| År        | Ursprunglig kyrka     | Stift      | Bild | Manualer | Pedal        | Stämmor | Bevarad orgel/fasad | Övrigt |
| --------- | --------------------- | ---------- | ---- | -------- | ------------ | ------- | ------------------- | --- |
| 1923      | Norrtälje kyrka       | Uppsala    |      | 2        | Självständig | 28      | Nej/Ja              | 1923 byggdes orgeln om av Johnsson och Erik Henrik Eriksson. Orgeln var byggd 1872 av Åkerman & Lund, Stockholm och hade då 11 stämmor. Orgeln har ombyggts och tillbyggts 1900, 1923, 1940 och 1952. 1952 byggdes orgeln om av A Magnussons Orgelbyggeri AB, Göteborg. Orgeln hade då 27 stämmor och var elektropneumatisk. En ny orgel byggdes 1971 av Åkerman & Lunds Nya Orgelfabriks AB, Knivsta. |
| 1928      | Valbo kyrka           | Uppsala    |      |          |              |         | Ja/Ja               | 1928 tillbyggdes orgeln av Erik Henrik Eriksson och Johnsson. Orgeln var byggd 1881 av Åkerman & Lund, Stockholm. 1956 ombyggdes och tillbyggdes orgeln av A Mårtenssons Orgelfabrik AB, Lund. |
| 1931      | Malmsta kyrka         | Uppsala    |      |          |              |         |                     | 1931 byggdes en orgel om av Johnsson. Orgeln var byggd 1892 av Anders Victor Lundahl, Stockholm. Orgeln hade 6 stämmor, en manual och pedal. 1937 byggdes orgeln om av John Vesterlund, Stockholm. 1977 byggdes en ny orgel av Robert Gustavsson Orgelbyggeri AB, Härnösand. |
| 1932–1933 | Rö kyrka              | Uppsala    |      | 2        | Bihängd      |         | Ja/Ja               | 1932–1933 byggde Johansson till en andra manual på orgeln. Orgeln var byggd 1851–1852 av Anders Vilhelm Lindgren, Stockholm. Orgeln hade 7 stämmor, en manual och bihängd pedal. Den stod på en nybyggd västläktare. 1951 renoverades orgeln av Hans Schuster, Stockholm. En ny orgel byggdes 1974 av Grönlunds Orgelbyggeri AB, Gammelstad. Lindgrens orgeln är magasinerad.                          |
| 1934      | Frösunda kyrka        | Stockholms |      | 2        | Självständig | 14      | Nej/Ja              | 1934 utvidgades en orgel av Johnsson. Orgeln var byggd 1906 av Åkerman & Lund, Sunbyberg och hade då 9 stämmor, en manual och en manual. En ny orgel byggdes 1988 av A Magnussons Orgelbyggeri AB, Mölnlycke. |
| 1936      | Högsjö gamla kyrka    | Härnösands |      |          |              |         | Ja/Ja               | Johnsson restaurerade och satte upp orgeln 1936. Orgeln var byggd 1831 av Johan Niclas Söderling, Göteborg. Orgeln sattes upp 1837 i Västra Frölunds kyrka då även ett pedalverk tillbyggdes. 1890 flyttades orgeln till Dals kyrka. 1898 ägdes orgeln av en privatperson. 1923 sattes orgeln upp i Hogsjö.                                                                                            |
| 1939      | Klara kyrka           | Stockholms |      | 3        | Självständig | 58      | Ja/Ja               | Utökade 1939 orgeln tillsammans med Andreas Holmberg, Stockholm. Orgeln var byggd 1907 av Åkerman & Lund, Sundbybergs stad. |
| 1939      | Östra Vingåkers kyrka | Strängnäs  |      | 2        | Självständig |         | Ja/Ja               | Utökade 1939 orgeln. Orgeln av byggd 1914 av Johannes Magnusson, Göteborg. 1953 omdisponerades orgeln av Åkerman & Lund, Knivsta. |